# PGC 3355936
LEDA/PGC 3355936 ist eine irreguläre Zwerggalaxie vom Hubble-Typ dI im Sternbild Sextant südlich der Ekliptik. Sie ist schätzungsweise 85 Millionen Lichtjahre von der Milchstraße entfernt.

Im selben Himmelsareal befindet sich u. a. die Galaxie NGC 2962, NGC 2966, NGC 2987, IC 549.